# Pianino optotoniczne
Pianino optotoniczne – instrument muzyczny z grupy elektrofonów elektromechanicznych wynaleziony przez rosyjskiego awangardowego malarza i muzyka Władimira Baranowa Rossine. Instrument był przeznaczony do przedstawień multimedialnych. Na ekranie odbywała się projekcja generowanych form plastycznych, jednocześnie tworzone były dźwięki quasi-muzyczne.
Obraz generowany był przez obracające się i sterowane z klawiatury szklane dyski malowane przez Baranowa, przez które przepuszczano elektryczne światło, obrabiane następnie przez układ luster, filtrów i soczewek. Przetwornik fotoelektryczny przekształcał zmienne natężenie światła na napięcie elektryczne sterujące częstotliwością oscylatora.